# Nicogreen

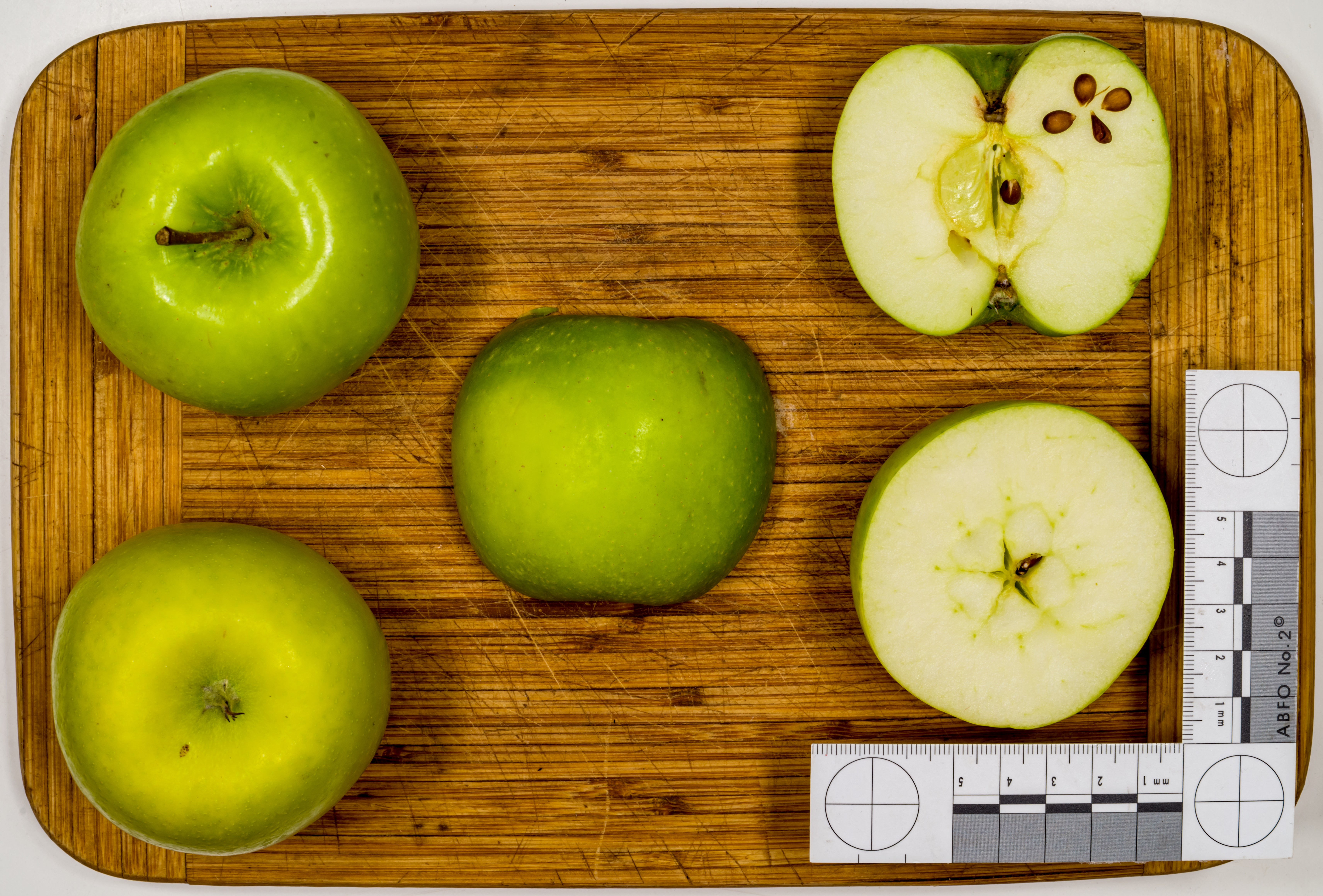
Ansicht der Frucht

Nicogreen ist eine Sorte des Kulturapfels (Malus domestica). Sie wird auch als Clubsorte unter dem Markennamen Greenstar in den Handel gebracht.

## Beschreibung
Der Apfel ist mittelgroß und hochgebaut. Nicogreen ist regelmäßig grünlich-gelb und kann an der Sonnenseite leicht gefärbt sein. Die Schale ist glatt, die Lentizellen weniger stark ausgeprägt als bei Granny Smith. Der Apfel ist süß ohne weitere Nuancen. Das Fruchtfleisch ist saftig, fest und etwas grobzellig. Er bewahrt seine Festigkeit auch unter ungünstigen Bedingungen bei der Lagerung. Durch den hohen Gehalt an Vitamin C bräunt das Fruchtfleisch nach Anschnitt nur wenig.
Die Schale ist sehr unempfindlich gegen Druck, leidet aber optisch bei Hagelschlag.
Baum wächst mittelstark, ist schlecht verzweigt und neigt zu Verkahlung. Die Blätter sind groß und kräftig.

## Anbau und Geschichte
Die Sorte blüht spät. Die Erntezeit liegt in Europa Anfang September. Im Ertrag ähnelt Nicogreen der Sorte Golden Delicious und ist damit einer der am besten tragenden Apfelbäume. Der Apfel weist kaum Alternanz auf und lässt sich lange lagern. Die Erntezeit ähneln ebenso wie das große Zeitfenster zur Ernte dem Golden Delicious.
In den wenigen Jahren seitdem der Apfel bekannt ist, sind noch keine besonderen Anfälligkeiten gegen Krankheiten festgestellt worden. Im Lager wird der Apfel relativ schnell wachsig.
Nicogreen entstand aus Delcorf und Granny Smith an der belgischen Baumschule Nicolai in Zusammenarbeit mit der Universität Leuven.  Die Kreuzung fand 1989 statt und die Selektion erfolgte 1996. Nicogreen soll im Handel als süße Alternative zu Granny Smith platziert werden. Der Antrag auf Sortenschutz erfolgte 2000 und wurde 2004 gewährt.